# 14-Etoksimetopon
14-Etoksimetopon je opijatni analog koji je izveden iz metopona tako što je supstituisan sa jednom etoksi grupom u 14-poziciji. On je visoko potentan analgetik, koji je nekoliko stotina puta jači od morfina.